# Vâlcea (županija)

Vâlcea IPA: ['vɨl.ʧea] županija nalazi se u jugozapadnoj Rumunjskoj u povjesnoj pokrajini  Vlaška. Glavni grad županije Vâlcea je Râmnicu Vâlcea.

## Demografija
Po popisu stanovništva iz 2002. godine na prostoru županije Vâlcea živjelo je 416.908 stanovnika, dok je prosječna gustoća naseljenosti 72 stan/km².
- Rumunji - preko 98%[1]
- Romi, ostali.

| Godina | Ukupno stanovnika |
| ------ | ----------------- |
| 1948.  | 341.590           |
| 1956.  | 362.356           |
| 1966.  | 368.779           |
| 1977.  | 414.241           |
| 1992.  | 438.388           |
| 2002.  | 413.247           |
| 2004.  | 416.908           |

## Zemljopis
Županija Vâlcea ima ukupno površinu od 5.765 km ².
Na sjevernoj strani županije nalaze se planine iz Karpatske grupe - planine Făgăraș na istoku s visinama i preko 2200 metara, na zapadu su planine Lotru s visinama preko 2000 m. One su odvojene s dolinom kojom protječe rijeka Olt. Duž Olt doline postoje manja skupina planina poznata kao spektakularna Cozia .
Prema jugu, planine prelaze u pod-karpatske brežuljke s visokim ravnicama u zapadnom dijelu Transilvanijskog Platoa.
Glavna rijeka u županije je Olt koja teče od sjevera prema juga. Njezini glavni pritoci su Lotru na sjeveru i  Olteț na jugu. 

#### Susjedne županije
- Argeș na istoku.
- Gorj i Hunedoara na zapadu.
- Sibiu i Alba na sjeveru.
- Dolj i Olt na jugu.

## Gospodarstvo
Grada Râmnicu Vâlcea je najveće industrijalizirano mjesta u županiji, ostatak županiji je većinom poljoprivredni kraj .
Glavne gospodarske grane u županiji su:
- kemijska industrija,
- proizvodnja hrane i pića.
- tekstilna industrija,
- proizvodnja građevinskog materijala.
- drvna industrija

Na zapadu županiji eksplatira se ugljena i sol.
Područje u centru županije je dobro prilagođen za voćnjake i proizvodnju vina, te stočarstvo. Južni je pogodnije za uzgoj žitarica i povrća.

## Administrativna podjela
Županija Vâlcea podjeljena je na dvije municipije, devet gradova i 78 općina.

### Municipiji
- Râmnicu Vâlcea - glavni grad; stanovnika: 130.581
- Drăgășani

### Gradovi
- Băbeni
- Bălcești
- Băile Govora
- Băile Olănești
- Berbești
- Brezoi
- Călimănești-Căciulata
- Horezu
- Ocnele Mari

### Općine
| - Alunu - Amărăști - Bărbătești - Berislăvești - Boișoara - Budești - Bujoreni - Bunești - Câineni - Cernișoara - Copăceni - Costești - Crețeni - Dăești | - Dănicei - Diculești - Drăgoești - Fârtățești - Făurești - Frâncești - Galicea - Ghioroiu - Glăvile - Golești - Grădiștea - Gușoeni - Ionești - Lăcusteni | - Lădești - Laloșu - Lăpușata - Livezi - Lungești - Măciuca - Mădulari - Malaia - Măldărești - Mateești - Mihăești - Milcoiu - Mitrofani - Muereasca | - Nicolae Bălcescu - Olanu - Orlești - Oteșani - Păușești - Păușești-Măglași - Perișani - Pesceana - Pietrari - Popești - Prundeni - Racovița - Roești - Roșiile | - Runcu - Sălătrucel - Scundu - Sinești - șirineasa - Slătioara - Stănești - ștefănești - Stoenești - Stoilești - Stroești - șușani - Sutești - Tetoiu | - Titești - Tomșani - Vaideeni - Valea Mare - Vlădești - Voicești - Voineasa - Zătreni |